# Bill Horton
Bill Horton is een personage uit de soapserie Days of Our Lives. Het personage was een van de originele personages toen de serie startte in 1965 en bleef een vast personage tot 1980. Daarna kwam Bill nog enkele keren terug naar Salem. Edward Mallory speelde de rol het langst, 14 jaar.

## Personagebeschrijving
Bill is de jongste zoon van Tom en Alice Horton en werd geboren in 1940. Hij heeft nog twee broers Tommy en Mickey en twee zusters Addie en Marie. Tommy overleed in 1953 in de Koreaanse Oorlog.
Toen de serie startte was Bill net afgestudeerd en wilde hij chirurg worden. In 1966 kwam Laura Spencer naar Salem. De jonge psychiater begon te werken in het ziekenhuis van en Bill was meteen tot haar aangetrokken. De twee verloofden zich, maar nadat er tuberculose werd vastgesteld in Bill zijn hand en hij dacht dat hij nooit dokter kon worden, verliet hij Salem en verbrak de verloving.
Eind 1967 keerde Bill terug naar Salem samen met zijn vriend dokter Mark Brooks en de kleine jongen Timmy McCall. Bill had bij de familie McCall gewoond in zijn afwezigheid en toen Timmy's moeder Mary stierf, beloofde Bill haar om voor Timmy te zorgen. Via Mary leerde hij Mark Brooks kennen en hij moedigde hem aan om therapie te volgen om opnieuw de controle over zijn hand te krijgen. Toen Timmy zijn appendix moest laten weghalen opereerde Bill hem en wist dan dat hij opnieuw chirurg kon worden en ging terug naar Salem. Later zou uitkomen dat Mark zijn broer Tommy was, die dood gewaand werd sinds de oorlog in Korea, maar plastische chirurgie had ondergaan en aan geheugenverlies leed.
Laura was inmiddels verliefd geworden op Mickey en trouwde met hem, Bill was jaloers. In een dronken bui verkrachtte hij Laura. De volgende dag kon hij zich niets meer herinneren en Laura zei hem dat er niets gebeurd was om de goede vrede in de familie te bewaren. Kort daarna ontdekte Laura dat ze zwanger was. Ook haar schoonvader Tom Horton ontdekte dit en nadat hij ook een rapport had gezien over zijn zoon Mickey, waaruit bleek dat hij steriel was, confronteerde hij Laura. Ze biechtte op dat Bill haar verkracht had en samen besloten ze om dit alles geheim te houden om onrust in de familie te vermijden.
In de gevangenis ontmoette Bill Doug Williams en hij vertelde hem over Salem en de rijke weduwe Susan Martin. Nadat Doug werd vrijgelaten ging hij naar Salem. Eind 1970 werd Bill vrijgelaten toen bleek dat Kitty was overleden aan een hartaanval. Hij begon afspraakjes te maken met Mickeys secretaresse Linda Patterson.
In 1972 ontdekte Laura dat Bill naar de gevangenis gegaan was om zijn broer te sparen en werd opnieuw verliefd op hem. Laura wilde van Mickey scheiden en toen Mike een gesprek afluisterde tussen hen liep hij de straat op en werd door een auto aangereden. Mike overleefde dit en Laura besloot omwille van haar kind bij Mickey te blijven. Mike zei tegen Bill dat hij hem haatte en dat hij bij zijn familie moest wegblijven.
In 1973 ontdekte Mike dat Mickey een affaire had met Linda enkele jaren geleden en gaf zijn vader de volle lading waarop Mickey een hartaanval kreeg. Bill opereerde hem en redde zijn leven. Mickey kreeg daarna een beroerte waardoor hij aan geheugenverlies leed. Hij wist niet meer wie hij was en verliet Salem. Nu Mickey weg was stond niets Laura en Bill nog in de weg. Dat dachten ze althans. Laura was nog steeds getrouwd met Mickey en hij kon pas na zeven jaar officieel dood verklaard worden. Mickey was op een boerderij beland en was verliefd geworden op de kreupele Maggie Simmons. Nadat hij Maggie wilde laten opereren in het ziekenhuis van Salem werd hij verenigd met zijn familie, al kreeg hij zijn geheugen daar niet mee terug. Mickey scheidde van Laura om bij Maggie te kunnen zijn. Bill trouwde met Laura op 4 december 1975.
Nadat Mike een auto-ongeluk had op de boerderij van Maggie moest hij bloed krijgen. Mickey en Laura gaven beiden bloed, maar toen bleek dat de bloedgroep van hen beiden niet overeenkwam met die van Mike realiseerde Mickey zich dat hij niet de vader kon zijn van Mike. Hij doorzocht de medische dossiers en kwam tot de constatatie dat Bill de vader was van Mike, waarop hij eindelijk zijn geheugen terug kreeg. Mickey was woedend en kocht een geweer om zijn broer te vermoorden. Mickey en Bill vochten en Mickey schoot Bill in de arm. Mickey werd opgenomen in de instelling Bayview Sanitarium. Laura was inmiddels opnieuw zwanger van Bill en beviel op 11 september 1976 van een dochter, Jennifer. Laura kreeg een post-natale depressie maar kon die overwinnen met de steun van haar man en dokter Marlena Evans.
In 1977 begon Bill een verhouding met zijn collega Kate Winograd en verliet Laura voor haar, maar dan besefte hij dat hij nog van Laura hield en probeerde zijn huwelijk te redden. Laura was nu echter helemaal de weg kwijt en begon stemmen te horen van haar overleden moeder die haar vertelde dat ze zelfmoord moest plegen. Laura werd nu opgenomen in een instelling waar ze tot 1993 zou verblijven. In 1980 verliet Bill Salem en liet zijn dochter Jennifer achter in de handen van Tom en Alice.
Bill keerde terug in 1987 en begon een relatie met Janice Barnes, maar dit werd niets. Hij focuste zich nu op zijn tienerdochter Jennifer en probeerde een einde te maken aan haar relatie met Frankie Brady. Jennifer rebelleerde door zich te verloven met Frankie, maar verbrak de verloving toen ze vernam dat haar moeder een grootmoeder beiden schizofreen waren en ze vreesde dat ze dit zou doorgeven aan eventuele kinderen met Frankie. In 1988 verliet Bill Salem opnieuw.
In 1994 keerde Bill kort terug om Laura te bezoeken nu ze uit de instelling kwam. Het was ook aan het licht gekomen dat Bill ooit een affaire had met Kate Roberts en dat hij nog een zoon, Lucas had. Bill wilde Lucas ontmoeten maar Lucas was er niet zo scheutig op en deed koel tegen zijn vader. Bill ging nu naar Afrika om daar als dokter verder te werken.
In 1998 gingen Jennifer en Jack Deveraux een tijdje bij hem wonen.
In 2010 keerde hij even terug naar Salem omdat zijn moeder op sterven lag.